# Dag Strpić
Dag Strpić (* 30. April 1946 in Zagreb; † 6. Oktober 2013 in Vukova Gorica, Gemeinde Netretić, Kroatien) war ein kroatischer Politikwissenschaftler.

## Leben
Er studierte von 1965 bis 1971 an der Universität Zagreb Politikwissenschaft. Danach war er Assistent bzw. Dozent an der Fakultät für Politikwissenschaft der Universität Zagreb, dort promovierte er 1991 mit einer Arbeit über Warenproduktion und assoziierte Arbeit in Marx' ›Kritik der politischen Ökonomie‹. Ab 1999 war er außerordentlicher, ab 2005 ordentlicher Professor. Er beschäftigte sich hauptsächlich mit dem Fachgebiet Politische Ökonomie.
Daneben war er Mitarbeiter verschiedener Zeitungen und Zeitschriften, unter anderem 1970 Chefredakteur der Studentski List (Studentisches Blatt) und 1985 bis 1989 Chefredakteur der Zeitschrift Naše teme (unsere Themen). In seinen letzten Lebensjahren schrieb er eine wöchentliche Kolumne für die Zeitung Novi list.
1969 bis 1970 war er Präsident des Savez studenata Hrvatske (Bund der Studenten Kroatiens). 1990 war er einige Monate lang Vorsitzender des Zagreber Ortsvereins der Partei SKH-SDP.

## Werke
- Politička i političko-ekonomska promjena od Hobbesa do Hayeka. Uvodne studije (Politische und politisch-ökonomischen Wandel von Hobbes bis Hayek. Einführende Studien), 1998, ISBN 953-6457-02-4
- Karl Marx i politička ekonomija Moderne (Karl Marx und die politische Ökonomie der Moderne), 2010, ISBN 978-953-7239-26-8